# Jang Hyuk
Pour les articles homonymes, voir Jang.
Jang Hyuk est un acteur coréen, né le 20 décembre 1976 à Busan.

## Biographie
Enfant, Jang Hyuk a passé la majeure partie de sa vie à Busan, sa ville natale. Il débute dans le drama Model en 1997.
Au début des années 2000, il remporte une certaine notoriété avec Volcano High, lequel figure dans les dix films les plus rentables de 2001 en Corée du Sud.
Il confirme cette révélation auprès du grand public avec le long-métrage Jungle Juice et le drama à succès Successful Story of a Bright Girl aux côtés de l'actrice Jang Na-ra. Toujours en 2002, il tient l'un des rôles principaux dans la co-production sud-coréenne, hongkongaise et japonaise Public Toilet réalisé par Fruit Chan. Le film reçoit une mention spéciale dans le cadre du prix San Marco à la Mostra de Venise.
Sa popularité en Asie s'accroit en 2004 : la romance dramatique Windstruck, où il partage l'affiche avec l'actrice Jun Ji Hyun, suscite l'intérêt des spectateurs. Le long-métrage se place à la 8ème position des plus gros succès du cinéma sud-coréen de l'année.
Appelé à faire son service militaire en 2004, Jang Hyuk tente d'éviter la convocation. La polémique qui s'ensuit le pousse à présenter des excuses publiques et effectuer son service militaire.
Après son service militaire, il fait son retour à la télévision en 2006 avec la série romantique et dramatique Thank You. En dépit des scandales antérieurs, ce comeback est un succès : le drama est très largement suivi par les spectateurs et remporte plusieurs prix au MBC Drama Awards.
Sa popularité ne s'est pas démentie depuis, Jang Hyuk enchaînant les rôles sur le petit et le grand écrans. Il est notamment à l'affiche de Pandémie, Innocent Thing ainsi que de deux films de Choi Jae-hoon, The Swordsman (en) et The Killer - Mission: Save the Girl (en).

## Activités annexes
Jang pratique le jeet kune do depuis plus de 10 ans et est un ancien taekwondoiste professionnel.

## Vie privée
Le 2 juin 2008, Jang s'est marié avec sa petite amie de longue date Kim Yeo-jin. Le couple est ensemble depuis 2002, elle était sa professeur de pilates. Ses amis proches, le chanteur Kim Jong-kook et l'acteur Cha Tae-hyun ont participé à la cérémonie de mariage.
Le couple a trois enfants, nés en 2008, 2009 et 2015.

## Filmographie

### Films
- 1998 : Zzang de Yang Yun-ho : Lim, Se-bin
- 2001 : Volcano High (화산고, Hwasango) de Kim Tae-gyun : Kim Kyeong-su
- 2002 : Jungle Juice
- 2002 : Public Toilet (人民公厕) de Fruit Chan
- 2003 : Please Teach Me English (영어완전정복, Yeongeo Wanjeon Jeongbok) de Kim Sung-su : Park Moon-su
- 2004 : Windstruck (내 여자친구를 소개합니다, Nae yeojachingureul sogae habnida) de Kwak Jae-yong : Ko Myung-woo
- 2004 : S Diary (에스 다이어리) de Kwon Jong-kwan : Lim Chan
- 2008 : Dance of the Dragon de Max Mannix et John Radel : Tae Kwon
- 2009 : Five Senses of Eros (오감도, Ogamdo)
- 2009 : Maybe
- 2009 : Searching for the Elephant (펜트하우스 코끼리, Penteuhauseu Kokkiri) de S.K. Jhung
- 2011 : The Client (의뢰인, Uiroe-in) de Sohn Young-sung : Han Cheol-min
- 2013 : The Flu (감기, Gamgi) de Kim Sung-su : Kang Ji-goo
- 2014 : Innocent Thing (가시, Thorn) de Kim Tae-gyun : Kim Joon-ki
- 2020 : The Swordsman (en) (Geom-gaek sur imdb (en)) de Choi Jae-hoon : Tae-yul, armurier-forgeron
- 2021 : Tomb of the River : Lee Min-seok
- 2022 : The Killer - Mission: Save the Girl : Bang Ui-gang

### Séries télévisées
- 1997 : Model (모델, Mo-del)
- 1999 : School
- 1999 : Into the Sunlight
- 2000 : Wang Rung's Land

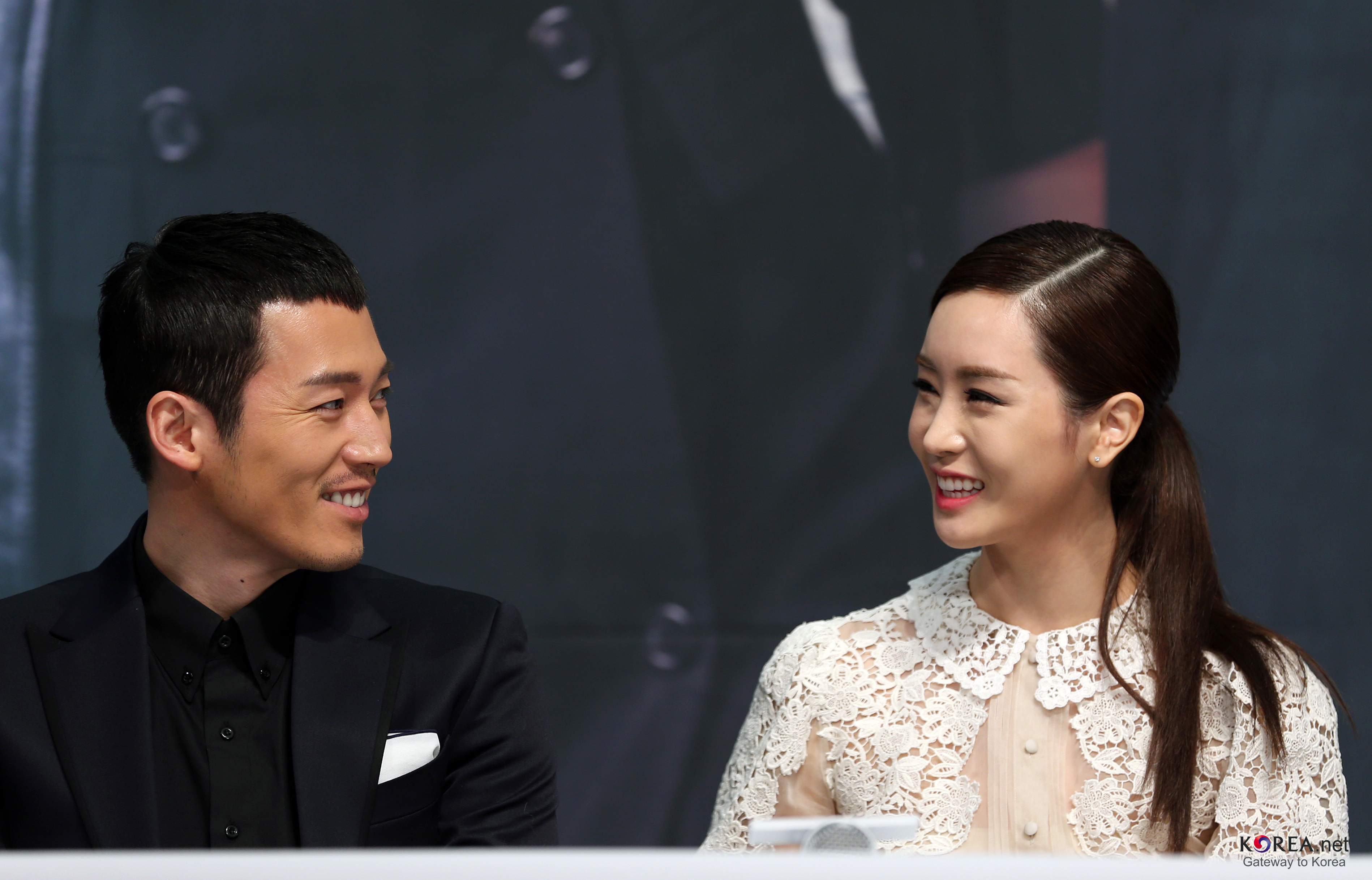
Jang Hyuk et Lee Da-hae durant la promotion du drama Iris II.

- 2002 : Successful Story of a Bright Girl
- 2002-2003 : Great Ambition
- 2007 : Thank You (고맙습니다, Gomapseupnida)
- 2007 : Robber
- 2008 : Tazza
- 2010 : The Slave Hunters (추노, Chuno)
- 2010 : Fall in Love with Anchor Beauty
- 2011 : Midas (마이더스, Ma-i-deo-seu) : Kim Do Hyun
- 2011 : Deep Rooted Tree (뿌리 깊은 나무, Ppuri Gipeun Namu)
- 2013 : Iris II (아이리스2, Airiseu 2) : Jung Yoo-Gun
- 2014 : Fated To Love You (운명처럼 널 사랑해) : Lee Gun
- 2017 : Voice (보이스) : Moo Jin-hyeok
- 2018 : Wok of love
- 2019 : My country : The New Age  나의 나라
- 2020 : Tell Me What You Saw : Oh Hyun Jae